# Procellaria conspicillata
Procellaria conspicillata е вид птица от семейство Procellariidae. Видът е световно застрашен, със статут Уязвим.

## Разпространение
Видът е разпространен в Аржентина, Бразилия, Намибия, Света Елена, Възнесение, Тристан да Куня, Уругвай и Южна Африка.